# Абгушт
Абгушт (перс. آبگوشت) или дизи (перс. دیزی‎) — одно из традиционных основных блюд национальной иранской кухни. Оно было придумано ещё предками современных иранцев — кочевниками — сельское хозяйство которых базировалось на животноводстве. Абгушт удобно было готовить в условиях нахождения в одном месте.

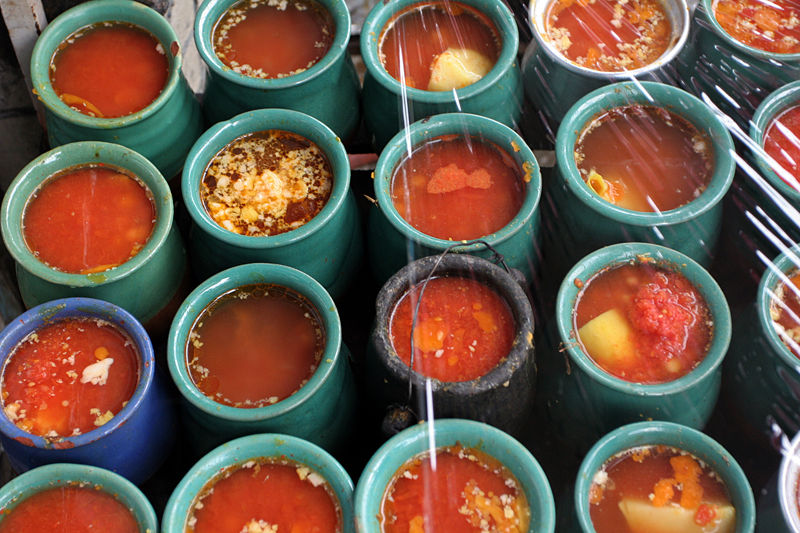
Абгушт

В приготовлении дизи традиционно используются бараньи мясо и жир, помидоры (или томатная паста), лук, картофель и некоторые бобовые, такие как горох и фасоль. Приём пищи происходит в два этапа: сначала съедается сам бульон с кусочками размоченного  хлеба (такой способ еды называется «талит» (перс. تلیت‎). Далее с помощью специальной колотушки измельчается мясо, иногда вместе с остальными ингредиентами блюда, и эту пасту едят, намазывая на хлеб, иногда добавляя лук, специи и солёные огурцы. Абгушт, приготовленный в чугунном сосуде, называют «Дизи-е санги» (перс. دیزی سنگی‎).
Существуют различные виды абгушта — их готовят в разных городах и регионах Ирана, дополнительные компоненты зависят от того, что произрастает в том или ином регионе.
Как уже было сказано, абгушт делится на две части: бульон, который называется «терид» (перс. ترید‎) и нежидкая часть, которая называется «кубиде» (перс. کوبیده‎). Обе части готовят и подают вместе, однако едят отдельно. Если эти 2 части не разделить, то это будет больше похоже на не очень приятный суп.
«Дизизарфи» (перс. دیزی ظرفی‎) — это специальная посуда, в которой готовят абгушт. Конечно, с появлением современной посуды, такой как горшки и кастрюли, дизизарфи стала использоваться значительно реже. Однако считается, что только традиционная посуда создаёт уникальный запах и вкус блюда. Посуда для абгушта бывает трёх видов: чугунная, керамическая и медная. Считается, что больше остальных для приготовления дизи используется керамическая посуда. Конечно, у приёма этой еды есть свои особенности. Когда это блюдо подают на стол, то сначала сливают бульон в отдельную посуду, затем отделяют жир, обстукивают его и снова добавляют в бульон. Затем всё это содержимое переливают в другую миску и крошат туда хлеб, как правило, хлеб-сангак. Затем добавляют горох, фасоль, мясо, картофель, предварительно необходимо как следует размельчить все эти продукты. Специи и зелень добавляются по вкусу.
Абгушт традиционно сервируется на семейный приём пищи вместе с другими традиционными блюдами Ирана. Дизи угощали гостей испокон веков на важных мероприятиях, таких как свадебные, похоронные церемонии, праздники в честь рождения ребёнка и т. д. Интересный факт: многие иранские народности имели обыкновение дарить барана той семье, в которой проводились похороны. В конце концов, этот баран и закалывался для дизи, который гости ели во время похорон.
В древности в дни священного поста Рамазан иранцы готовили специальный дизи: они добавляли в него изюм, миндаль, фисташки, фундук и даже лепестки абрикоса. Такой абгушт готовил людей ко встрече месяца Рамазан. В наше время дизи также готовится в дни священного месяца Мухаррам — им кормят постящихся, соблюдающих траур в честь имама Хусейна.
Во всех энциклопедических статьях, написанных об Иране, есть хотя бы пару слов про абгушт. В это трудно поверить, но существуют даже специальные статьи, подробно рассказывающие о дизи. Абгушт — это подлинное сокровище традиционной иранской кухни, известное на весь мир и имеющее огромное количество поклонников. Туристам обязательно надо попробовать это блюдо во время своего путешествия в Иран.